# Mystus atrifasciatus
Mystus atrifasciatus es una especie de peces de la familia Bagridae en el orden de los Siluriformes.

## Morfología
• Los machos pueden llegar alcanzar los 15 cm de longitud total.

## Distribución geográfica
Se encuentran en Asia: cuencas de los ríos Mekong, Chao Phraya y Meklong.